# Sergej Ulegin
Sergej Valer'evič Ulegin (in russo Сергей Валерьевич Улегин?; Ėngel's, 8 ottobre 1977) è un canoista russo, vincitore della medaglia d'argento ai Giochi Olimpici di Pechino 2008 nel C2 500m.
Ai Mondiali del 2003 a Gainesville vinse 2 ori e 1 argento ma venne in seguito squalificato per essere risultato positivo a un test antidoping effettuato durante la manifestazione.

## Palmarès
- Olimpiadi

Pechino 2008: argento nel C2 500m.
- Mondiali

2002 - Siviglia: bronzo nel C2 500m.
2003 - Gainesville: oro nel C4 200m e C4 500m, argento nel C2 500m, poi squalificato per doping.
2006 - Seghedino: oro nel C2 500m.
2009 - Dartmouth: argento nel C4 200m.
- Campionati europei di canoa/kayak sprint

Seghedino 2002: oro nel C2 500m e C4 200m, bronzo nel C2 1000m.
Račice 2006: oro nel C2 500m.
Pontevedra 2007: argento nel C2 500m.
Milano 2008: oro nel C2 500m.
Brandeburgo 2009: oro nel C4 200m.